# إنجيل يوحنا (فلم 2014)
إنجيل يوحنا هو فيلم عام 2014، من إنجيل يوحنا وإخراج ديفيد باتي وبطولة سيلفا راسالينغام في دور يسوع. اقتباس كلمة بكلمة من الإنجيل الرابع من العهد الجديد في الكتاب المقدس. يقدم الفيلم منظوراً بصرياً حديثاً عن حياة يسوع المسيح، وآياته الخارقة والخلافات، والمعجزات مثل إقامة لعازر من الموت، والكلمات الأخيرة، والموت و‌القيامة.
تم إصدار الفيلم في البداية على نتفليكس ثم على دي في دي، يمكن أيضاً بثه عبر الإنترنت من أمازون. هناك سرد من النسخة الدولية الجديدة للكتاب المقدس الإنجليزي وهناك سرد ثانوي لإنجيل يوحنا الذي قرأه الممثل براين كوكس من نسخة الملك جيمس للكتاب المقدس بالإنجليزية.
الممثلون هم مراد زاوي، المحمودي مبارك، كريمة غيث، قوتو هشام. التصوير السينمائي بن هودجسون. فيلم إنجيل يوحنا هو واحد من أربعة أفلام إنجيلية أنتجها مشروع لومو.

## روابط خارجية
- إنجيل يوحنا (فيلم 2014) على موقع IMDb (الإنجليزية)
- إنجيل يوحنا (فيلم 2014) على موقع قاعدة بيانات الفيلم (الإنجليزية)
- إنجيل يوحنا (فيلم 2014) على موقع ليتربوكسد (الإنجليزية)
- إنجيل يوحنا (فيلم 2014) على موقع كينوبويسك (الروسية)

- إنجيل يوحنا  على قاعدة بيانات الأفلام على الإنترنت (بالإنجليزية).

- موقع مشروع لومو
- مشروع لومو على فيميو